# ريوتا تاكاسوجي
ريوتا تاكاسوجي (باليابانية: 髙杉 亮太) (10 يناير 1984 في يوبي في اليابان – )؛ هو لاعب كرة قدم ياباني سابق كان يلعب كمدافع.

## وصلات خارجية
- ريوتا تاكاسوجي على موقع رابطة كرة القدم اليابانية للمحترفين (اليابانية)
- ريوتا تاكاسوجي على موقع قاعدة بيانات كرة القدم.إي يو (الإنجليزية)
- ريوتا تاكاسوجي على موقع Soccerway.com (الإنجليزية)
- ريوتا تاكاسوجي على موقع عالم كرة القدم.نت (الإنجليزية)